# Čajda a Obřisko
Čajda a Obřisko je československý animovaný televizní seriál z let 1980, 1982 a 1983 vysílaný v rámci Večerníčku v roce 1984. Poprvé byl uveden v říjnu.
Bylo natočeno 13 epizod.

## Seznam dílů
1. Jak se tady Čajda vzal
2. Čajda a vosisko
3. Jak Obřisko roztrhlo peřinu
4. Jak Čajda cestoval do Vyhnálkova
5. Čajda ve Vyhnálkově
6. Jak Čajda poznal Majdu
7. Jak se Čajda přece jen oženil
8. Jak Čajdovi ujel vlak
9. Jak Piškotka poznala nové kamarády
10. Z čeho byla Majda smutná
11. Jak si chtěl myší král vzít Majdu za ženu
12. Jak pavouček Franta málem přišel o život
13. Jak Čajda začal pracovat

## Další tvůrci
- Animace: Milan Svatoš, Z. Dvořáková, Alena Meissnerová, Naděžda Dvořáková, I. Šípková, Kristina Batystová, Zuzana Juppová, Jiří P. Miška, Jarmila Rabanová, Pavel Šimák, Táňa Zlesáková, Hana Jiskrová, Jan Zach, Eva Kretzerová
- Výtvarníci: Bohumil Šejda, Bohumil Šiška